# Vertrag von Labiau

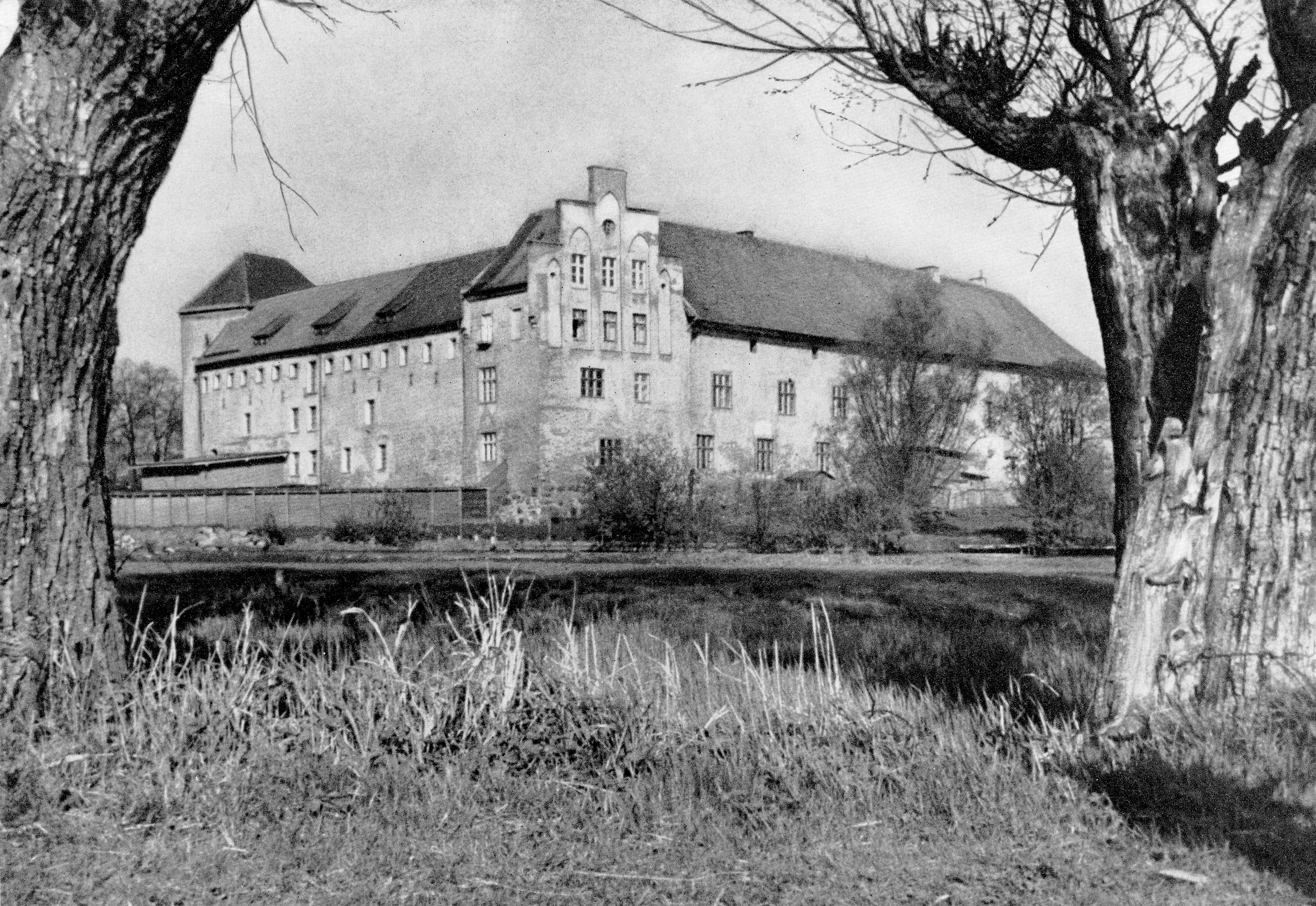
Burg Labiau (1914)

Der Vertrag von Labiau wurde auf der Burg Labiau während des Zweiten Nordischen Krieges am 20. November 1656 zwischen dem Kurfürsten Friedrich Wilhelm von Brandenburg, der in Personalunion auch Herzog von Preußen war, und König Karl X. Gustav von Schweden geschlossen. Er war die Folge der Schlacht bei Warschau, in der die kurz zuvor im Vertrag von Marienburg verbündeten Schweden und Brandenburger im Juni 1656 Polen-Litauen besiegt hatten.
Mit dem Labiauer Vertrag endete die schwedische Lehnshoheit über das Herzogtum Preußen, die Karl Gustav sich im Januar 1656 durch den Vertrag von Königsberg gewaltsam beschafft hatte. Nun erkannte er den Kurfürsten als „obersten, absoluten und souveränen Fürsten in Preußen und im Ermland“ an. In dem zu erwartenden Frieden mit Polen sollte Schweden das polnische Preußen Königlichen Anteils, ferner das Herzogtum Kurland und Semgallen, das litauische Herzogtum Samogitien und Polnisch Livland erhalten und der Kurfürst sollte nötigenfalls auf polnische Gebiete, welche ihm Schweden im Marienburger Vertrag in Aussicht gestellt hatte, verzichten.
Jedoch war der Kurfürst an einer Kriegsentscheidung nicht interessiert, denn ihm fehlte zur vollen Souveränität in Preußen die Anerkennung durch Polen. Friedrich Wilhelm begann Geheimverhandlungen mit dem Gegner. Das Ergebnis waren die Verträge von Wehlau und Bromberg mit der Anerkennung seiner Souveränität durch das nun mit ihm verbündete Polen.
Der Vertrag von Oliva, der 1660 den Krieg beendete, hob im Artikel 25 den Vertrag von Labiau, wie auch die Verträge von Königsberg und Marienburg auf.

## Entwicklungsgang zur Souveränität Preußens
- 17. Januar 1656 Vertrag von Königsberg
- 23. Juni 1656  Vertrag von Marienburg
- 28.–30. Juni 1656 Schlacht bei Warschau
- 20. November 1656 Vertrag von Labiau
- 19. September 1657 Vertrag von Wehlau
- 6. November 1657 Vertrag von Bromberg
- 3. Mai 1660 Vertrag von Oliva